# Dendrobium nubigenum
Dendrobium nubigenum är en orkidéart som beskrevs av Rudolf Schlechter. Dendrobium nubigenum ingår i släktet Dendrobium, och familjen orkidéer. Inga underarter finns listade i Catalogue of Life.